# Feministteologi

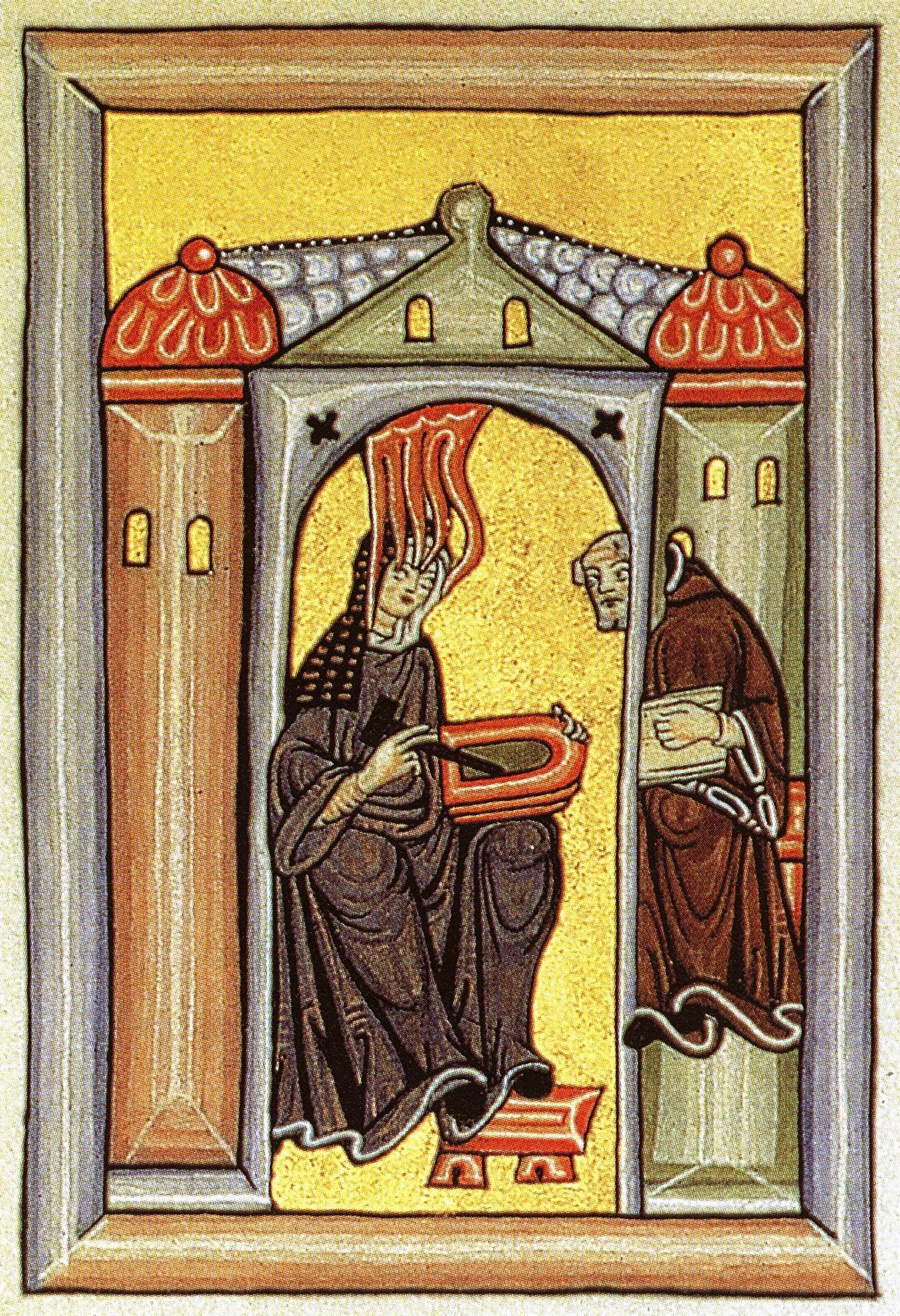
Abbedissan och mystikern Hildegard av Bingen (1098-1179), en av de kvinnor ur kristendomens historia som feministisk forskning lyft fram.

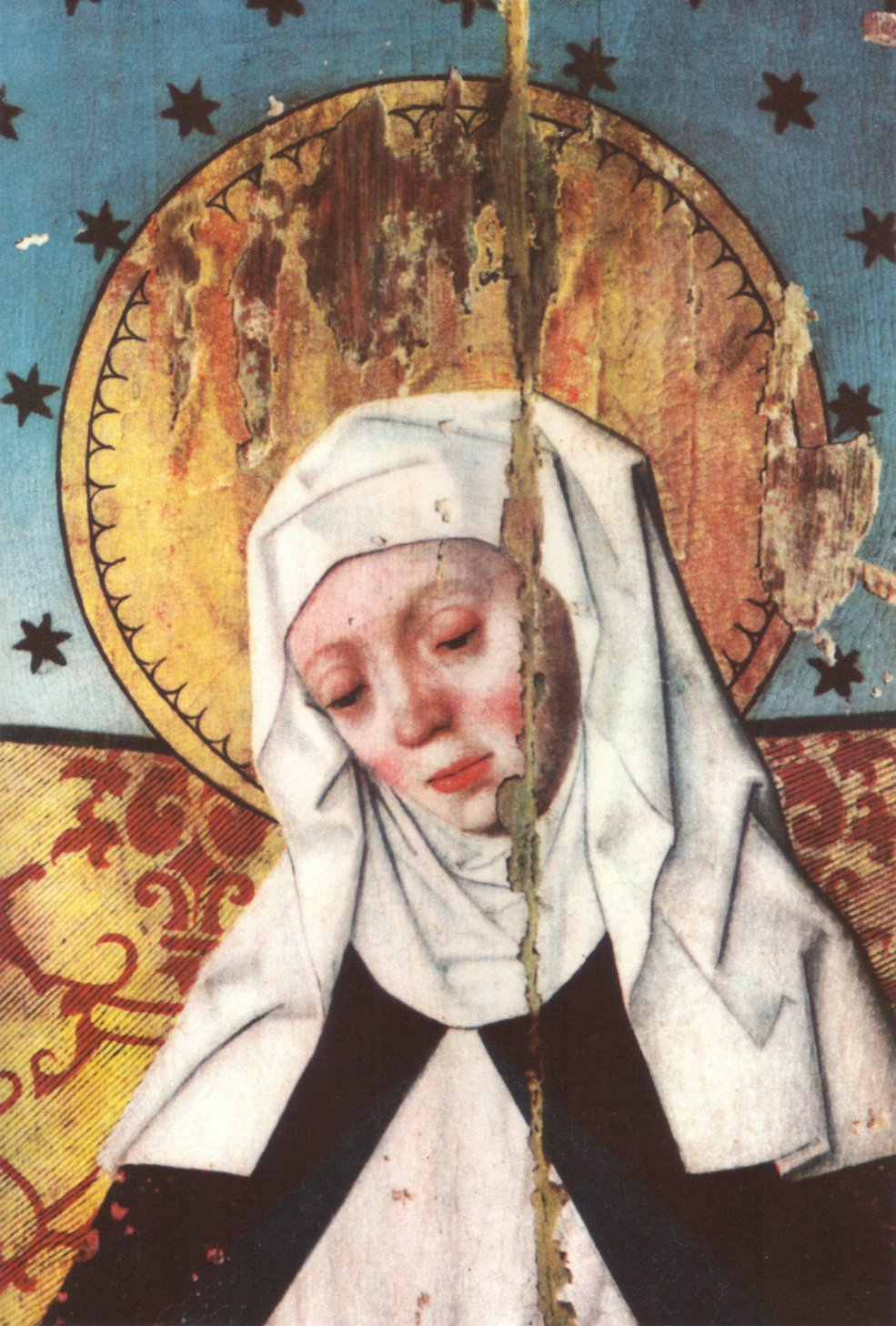
Den heliga Birgitta, en viktig kvinna inom medeltida kristendom. Bild från ett altarskåp i Salems kyrka.

Feministteologi eller feministisk teologi är en teologisk inriktning som analyserar förhållandet mellan kön och makt. Feministiska analyser av traditionell teologi finns idag i alla stora religioner men särskilt inom kristendomen, islam och judendomen.
Basalt för feministteologi är åsikten att religionens uppfattningar om Gud och dess teologiska system och tolkningar främst uttrycker mäns uppfattningar om vem Gud är. Sann och användbar teologi, enligt den feministiska teologin, speglar även kvinnors erfarenhet, pekar på alla människors lika värde och möjligheter och omfattar hela mänskligheten. Den feministiska teologin sysslar dels med att avslöja och beskriva patriarkala strukturer, dels med att försöka skapa en ny teologi som inte är beroende av den klassiska maktstrukturen mellan könen. Bland mer specifika feministteologiska mål kan finnas att stärka kvinnors inflytande i de religiösa organisationerna och vidga mängden möjliga roller de kan inta i sin religiösa kultur, inklusive inom prästerskapet, att diskutera kvinnors roller såsom yrkeskarriär och moderskap i religionens kontext, att undersöka hur kvinnor skildrats i religionens heliga texter, eller att särskilt studera matriarkala religioner.

## Feministteologi inom kristendomen
Idéhistoriskt sett utförs feministisk teologi med feministiska redskap tillämpade inom kristen teologi. En viktig feministisk tänkare som haft stort inflytande på amerikansk 1960-talsfeminism, och därmed även på feministteologin, är Simone de Beauvoir med klassikern Det andra könet. Feministteologin talar om "användbara traditioner", och menar att trots att kristendomens förflutna är sexistiskt kan man hitta alternativ inom dess traditioner. Författare som Rosemary Radford Ruether använder sig även av icke-kristna eller förkristna, "hedniska" traditioner som jämförelsematerial i en dialektisk process.
Den västerländska kristna feministteologiska traditionen kan sägas ha fått sitt första uttryck genom 1800-talsalstret "The Woman's Bible" av Elizabeth Stanton Cady. I feministteologins andra våg, på 1960- och 1970-talen uppstod den moderna feministiska teologin särskilt i USA. Ett skäl till att den kom just då var av att många olika protestantiskt kristna samfund började viga kvinnor till präster. Därmed läste väsentligt mycket fler kvinnor än förr teologi, och universiteten fick in fler människor som var beredda att kombinera kristet och feministiskt tänkande. Viktiga namn vid denna tid var bland andra katolikerna Rosemary Radford Ruether och Mary Daly, varav den sistnämnda 1968 gav ut The Church and the Second Sex, och kalvinisten Letty Russell. Mot slutet av 1970-talet började även icke-vita kvinnor ge sig in på de teologiska utbildningarna och förde in det etniska medvetandet i feministteologin.
I Sverige utvecklades en tydligt feministisk teologi i slutet på 1970-talet. Den hade sina rötter dels i kristna kvinnogrupper som samlades till bibelläsning och kvinnogudstjänster, dels genom den feministiska analys som vid denna tid började ta sig in i den teologiska forskningen. De första akademiska svenska feministteologiska arbetena kom under 1980-talet, exempelvis "Sisters Rejoice" av Lilian Portefaix (1988). En manlig inspiratör till feministisk teologi var stockholmsbiskopen och Harward-professorn Krister Stendahl.
Feministisk kristen teologi av idag spretar åt många olika håll; det går inte längre att prata om en enhetlig feministteologi. Man talar ofta om afroamerikansk, asiatisk, europeisk osv. feministteologi, där den latinamerikanska grenen även har rötter i befrielseteologin. De huvudsakliga metoderna kan dock sägas vara tre. Dels att analysera och kritisera kvinnoförtryck i Bibeln, i de kristna traditionerna och riterna samt i de organisatoriska strukturerna, dels att synliggöra kvinnors bidrag till trons och dess traditioners utveckling. Exempel som lyfts fram är exempelvis att 1700-talets kväkare inte tillskrev könen olika roller i församlingen och att det i samband med abolitioniströrelsen i USA även steg fram kvinnor som pratade inte bara om jämlikhet mellan människoraserna, utan även om att Gud skapat män och kvinnor som jämlika. Den tredje metoden är att nyskapa teologi, så att även de kvinnliga erfarenheterna används och teologin kan bidra till att skapa och upprätthålla jämlikhet. Detta utgår från tanken att patriarkatet använt kristendomen på ett otillbörligt sätt vilket kan rensas ut, så att det kristna tänkandet kan formuleras på ett jämställt sätt. En del feministiska teologer menar dock att kristendomen i grunden är kvinnoförtryckande. De försöker därför ibland utveckla en efterkristen teologi, och kallas då ofta postkristna.

### Kvinnlig och könsneutral gudsbild; sätt att prata om Gud
Den feministiska teologin söker vår tids erfarenheter av Gud, och kritiserar Bibelns och kristendomens huvudsakligen ensidigt manliga Gudsbild. Man eftersträvar därför att framställa en Gudsbild som antingen är könsneutral eller lika mycket kvinnlig som manlig.
Ett feministiskt arbetssätt är att sträva efter ett inklusivt språk när man talar om Gud, det vill säga ett språk som är könsneutralt eller lika mycket kvinnligt om manligt. Man föredrar det könsneutrala  "Gud" framför "Fadern", som eventuellt kan kompletteras med "Modern". Bland svenska traditionella exempel av icke-traditionella, icke-patriarkala sätt att prata om Gud kan nämnas att Lars Levi Læstadius använde det könsneutrala ”den himmelska Föräldern" och psalmförfattaren Lina Sandell, vars Blott en dag, ett ögonblick i sänder ursprungligen innehöll raden ""Han som har mer än moders hjärta".
Orden "Herren" som sedan gammalt använts i bibelöversättningar har i äldre svenska betydelsen överordnad förnäm mansperson, vilket både talar om Gud som av manligt kön och minner och patriarkala strukturer. Även prominina "Honom" och "Han" undviks ofta; istället kan namnet Gud upprepas. Den Helige Ande uppfattas ibland som kvinnlig. Istället för att tala om Treenigheten som "Fadern, Sonen och den Helige Ande" förekommer "Skaparen, Befriaren och Livgiverskan".

### Feminina aspekter av kristendomens Gud: Sofia, gnosis och logos
Sofiologin är ett filosofiskt koncept om visdom samt ett teologiskt koncept om Guds visdom. Enligt kristen teologi beskriver "visdom" en aspekt av Gud, eller det teologiska konceptet rörande Guds vishet. Paulus hänvisar till konceptet, bland annat i Första Korinterbrevet. 
Sofia är central i den teosofiska traditionen. Bland feministiska teologer har Sofia väckt intresse som feminin symbol för Gud. "Sofia", det grekiska ordet för "visdom", är feminint. Det är en synonym till gnosis, och är ett centralt begrepp i hellenistisk filosofi och religion, i platonism, ortodox kristendom esoterisk kristendom, gnosticism, kontemplation och kristen mystik. 
Kristen mystik är en mycket större företeelse inom katolsk och ortodox kristendom, men även funnits bland teologer i Svenska kyrkan under lång tid. Svenska kyrkan har under senare tid officiellt öppnat sig allt mer för mystik, med inspiration från exempelvis K. G. Hammar och Dag Hammarskjöld. Inom den kristna mystiken finns många framträdande kvinnor såsom Hildegard av Bingen, Mechthild av Magdeburg, Katarina av Siena (italiensk mystiker från 1300-talet författare till skriften "Dialog"), Heliga Birgitta, den spanska 1600-talets mystiks stora namn Teresa av Ávila, Madame Guyon (1648-1717) fransk författare och mystiker, Anne Catherine Emmerich samt företrädare för kvietismen.
I den Östligt ortodoxa kyrkans mystika teologi förstås visdom som det gudomliga Logos, "Ordet", som blev inkarnerat som Jesus Kristus.
I den Heliga Familjen representeras Sofia ofta av Theotokos (gudaföderskan, Jungfru Maria). Sofia uttrycks som den heliga visdomen hos Gud och helgonen, erhållen genom ödmjukhet, och Maria som Guds moder ses som det första och största av alla helgon. 
Inom katolsk mystik ärade Hildegard av Bingen Sofia som en kosmisk person eller "kraft", både i sina skriftliga verk och i sin konst. Inom protestantisk mystik beskrivs Sofia ibland som Guds visdom, och ibland som en ren, oskyldig ande som utgår från Gud. Sofia ses som uttryckt i hela skapelsen och naturen samt av många kristna mystiker, bland annat Jakob Böhme, som en integrerad del av det andliga välbefinnandet hos människan, i Kyrkan och i kosmos.

### Bibelargument
Feministiska teologer lyfter fram det faktum att man och kvinna i Bibeln sägs båda vara skapade till Guds avbild (1 Mos. 1:27), och pekar på bibelställen där Gud liknas vid en moder eller annan kvinnlig varelse (exempelvis Ps. 131:2; Jes. 49:15; 66:13; Matt. 23:37; Luk. 15:8-10). De lyfter också fram det faktum, att "ande" på hebreiska (det språk Gamla Testamentet är skrivet på) - "rúach" - är femininum och drar av det slutsatsen att man kan betrakta den Helige Ande som kvinnlig. Stöd för att tillbe Gud som "Sofia"  finner de främst i den grekiska översättningen av Ords. 8:22-30.

### Utbredning
Den feministiska teologin finns på ett mer eller mindre tydligt sätt i de flesta kristna kyrkor. Den har fått minst inflytande i de ortodoxa och österländska kyrkorna. I Svenska kyrkan märks inflytandet till exempel i 2002 års Evangeliebok, där i den dagliga bönen eller kollektbönen tilltal som "Herre, vår Gud" och "Gud, vår Fader" tagits bort och ersatts med bara "Gud". Ett annat exempel är nummer 718, "Hennes starka vingar bär", i Verbums psalmbokstillägg (2002) - en psalm om den Helige Ande. Blivande präster undervisas också i feministisk teologi vid Svenska kyrkans pastoralinstitut.
Feministisk teologi är vanligare hos kristna med en mer liberal bibelsyn. Hos bokstavstroende anses omtolkning av Bibelns texter utifrån könsperspektiv normalt omöjlig, då Bibeln anses vara Guds rena ord och inte påverkade av människan.

## Feministteologi inom islam
Muslimska feminister har om- och nytolkat de religiösa källorna – Koranen, de traditionella berättelserna om Muhammed samt islams historia – sedan sent 1800-tal, för att finna stöd för sin kritik mot samhällssystem och lagar. Den muslimska feministteologin tog fart från 1980-talet. En feministisk tolkning av islam är att den tog över kristendomens negativa kvinnosyn men i sig självt egentligen är en jämlik religion, som både behöver återupptäckas för vad den är och återskapas idag. Pakistanska Riffat Hassan, verksam även i USA, tillhör de som ägnar sig åt omtolkning av Koranen och de muslimska traditionerna. Även sekulära feminister i den muslimska världen har använt omtolkningar av religionen som stöd för sin sak.

## Feministteologi inom judendomen
En judisk feministisk teologi började växa fram under 1970-talet genom dialog mellan kristna och judiska feminister, varav en del även studerat på kristna teologiska institutioner. En av pionjärerna var Judith Plaskow vars Standing Again at Sinai: Judaism from a Feminist Perspective från 1980 blivit en klassiker inom fältet. Judisk feministteologi frodas främst inom liberal och konservativ judendom, och därför är judisk feministisk teologi i Israel ett mer komplicerat område eftersom den enda typ av judendom som är officiellt erkänd där är ortodox judendom vilken normalt inte accepterar feminism. Judiska feminister i Israel väljer därför ofta att verka på universiten som antropologer, sociologer eller historiker, för att därifrån arbeta inom de områden där den judiska tron spelar stor roll, snarare än att bli rabbiner eller ägna sig åt den rabbinska traditionens skriftkommentarer.